# Cladonotella bicristulata
Cladonotella bicristulata är en insektsart som beskrevs av Günther, K. 1938. Cladonotella bicristulata ingår i släktet Cladonotella och familjen torngräshoppor. Inga underarter finns listade i Catalogue of Life.